# Sigogne
Sigogne är en kommun i departementet Charente i regionen Nouvelle-Aquitaine i västra Frankrike. Kommunen ligger  i kantonen Jarnac som ligger i arrondissementet Cognac. År 2022 hade Sigogne 965 invånare.

## Befolkningsutveckling
Antalet invånare i kommunen Sigogne
Referens:INSEE